# Alphabet Molodtsov

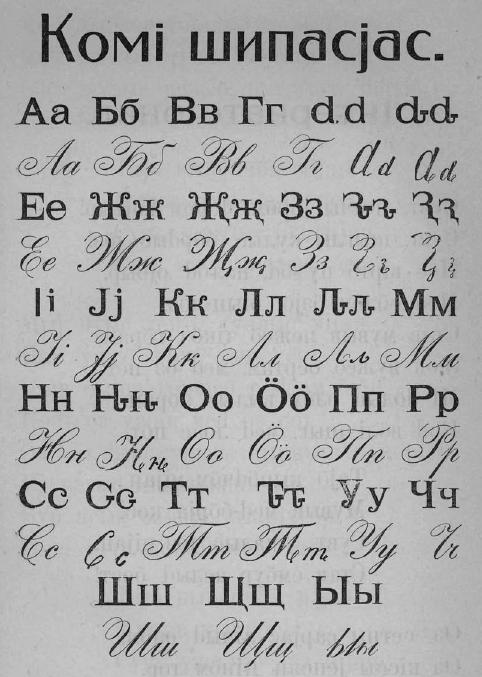
L'alphabet Molodtsov de Komi

L'alphabet Molodtsov est un alphabet dérivé de l'alphabet cyrillique utilisé pour écrire le komi.
| А а | Б б | В в | Г г | Ԁ ԁ | Ԃ ԃ | Е е | Ж ж | Җ җ | З з | Ԅ ԅ |
| Ԇ ԇ | І і | Ј ј | К к | Л л | Ԉ ԉ | М м | Н н | Ԋ ԋ | О о | Ӧ ӧ |
| П п | Р р | С с | Ԍ ԍ | Т т | Ԏ ԏ | У у | Ч ч | Ш ш | Щ щ | Ы ы |

L'alphabet Molodtsov introduit de nouvelles lettres originales : Ԁ, Ԃ, Ԅ, Ԇ, Ԉ, Ԋ, Ԍ et Ԏ. Les lettres Ф, Х et Ц ont été utilisées pour les noms russes.

## Histoire de l'alphabet
L'alphabet Molodtsov a été créé par Vassili Alexandrovitch Molodtsov (en komi : Василей Ӧльӧксан Молодцов, en russe : Василий Александрович Молодцов) et introduit officiellement dans l'oblast autonome des Komis-Zyriènes (URSS) dans les années 1920.
L'alphabet est remplacé par un alphabet latin à partir de 1931. Puis le komi est réécrit avec l'alphabet Molodtsov à la fin des années 1930. En 1939, les lettres particulières à l'alphabet Molodtsov sont supprimées et le komi est officiellement écrit avec l'alphabet cyrillique.